# Trichomycterus venulosus
Trichomycterus venulosus е вид лъчеперка от семейство Trichomycteridae. Видът е критично застрашен от изчезване.

## Разпространение
Разпространен е в Колумбия.